# Neoceratopsia
Die Neoceratopsia (auch Neoceratopia) sind ein Taxon (eine systematische Gruppe) der Dinosauriergruppe der Ceratopsia. Dieses von Paul Sereno 1986 aufgestellte Taxon umfasst die große Mehrheit der Ceratopsia und steht urtümlichen Vertretern wie den Psittacosauridae gegenüber.

## Merkmale
Die Neoceratopsia werden definiert als alle Ceratopsia, die näher mit Triceratops als mit Psittacosaurus verwandt sind. Sie sind unter anderem durch folgende Merkmale gekennzeichnet: der Kopf ist verglichen mit dem Körper vergrößert, der Rostralknochen (der vorderste Teil des Oberkiefers) ist kielförmig und vorne zugespitzt, die Zähne des Zwischenkieferbeins sind reduziert oder fehlen ganz, das Quadratojugale – ein Schädelknochen – ist stark verkleinert, der Oberarmknochen trägt einen Kopf und das Sitzbein ist leicht gekrümmt. Es waren pflanzenfressende Dinosaurier, die durch ein aus Scheitel- und Schuppenbein gebildetes Nackenschild charakterisiert waren und vielfach Hörner auf der Nase oder über den Augen trugen. Manche urtümliche Vertreter bewegten sich noch zweibeinig (biped) fort, die anderen waren strikt vierbeinig (quadruped).
Unumstrittene Funde der Neoceratopsia sind von der Unterkreide (Hauterivium) an bis zum Aussterben der Dinosaurier am Ende der Kreidezeit belegt und stammen aus Ostasien und Nordamerika; zweifelhafte Funde gibt es auch von Kontinenten der Südhalbkugel, Ajkaceratops gilt als der erste gesicherte Vertreter der Neoceratopsia in Europa.

## Systematik
Die systematische Stellung der Neoceratopsia kommt in folgendem Kladogramm zum Ausdruck:
| N.N. | \| \| Psittacosauridae \| \| \| \| \| \| Neoceratopsia \| \| \| \| |
|      | \| \| Psittacosauridae \| \| \| \| \| \| Neoceratopsia \| \| \| \| |
|      | Yinlong                                                            |
|      |                                                                    |
|      | Psittacosauridae                                                   |
|      |                                                                    |
|      | Neoceratopsia                                                      |
|      |                                                                    |

|  | Psittacosauridae |
|  |                  |
|  | Neoceratopsia    |
|  |                  |

Die Neoceratopsia umfassen einige basale Vertreter wie Aquilops, Archaeoceratops, Koreaceratops, Liaoceratops und Mosaiceratops sowie die Coronosauria. In diesem Taxon werden unter anderem die Leptoceratopsidae, die Protoceratopsidae und die Ceratopsidae zusammengefasst. (Für eine vollständige Liste siehe Ceratopsia.)
Umstritten ist die Zugehörigkeit von Chaoyangsaurus und dem nah verwandten Xuanhuaceratops (Chaoyangsauridae) aus dem späten Jura oder der frühesten Kreide. Nach You und Dodson (2004) ist Chaoyangsaurus ein urtümlicher Vertreter der Neoceratopsia, die Erstbeschreiber von Xuanhuaceratops, Zhou et al. (2006) ordnen diesen und Chaoyangsaurus hingegen im Stammbaum als basale Ceratopsia und damit urtümlicher als die Psittacosauridae ein.